# Brongersmia polytropa
Brongersmia polytropa är en fjärilsart som beskrevs av Diakonoff 1972. Brongersmia polytropa ingår i släktet Brongersmia och familjen vecklare. Inga underarter finns listade i Catalogue of Life.